# 山本東
山本 東（やまもと あきら、1967年〈昭和42年〉3月2日 - ）は、日本の俳優。福井県出身。レイ・グローエンタテインメント所属。
身長175cm。血液型はA型。

## 出演

### 映画
- 遥かなる甲子園（1990年）※デビュー作[4]
- 新妻不倫 背中で感じる指先（1999年）
- 浮気なぼくら NAUGHTY BOYS
- ゴジラ・モスラ・キングギドラ 大怪獣総攻撃（2001年） - スーパーの店員 役[1]
- オペレッタ狸御殿（2005年）
- 姑獲鳥の夏（2005年）
- HERO（2007年）
- 容疑者Xの献身（2008年）
- その日のまえに（2008年）
- 感染列島（2009年）
- だから俺達は、朝を待っていた（2010年）[注 1]
- 踊る大捜査線 THE MOVIE3 ヤツらを解放せよ!（2010年）
- ドキュメンタリー映画 霧幻鉄道（2022年7月29日公開、監督：我孫子亘、きろくびと） - ナレーション[4]

### テレビ
NHK
- 純情きらり（2006年）

TBS
- 海に帰る日（1999年）
- 愛の劇場
  - 「いい女」（2006年）
- ゴッドハンド輝（2009年）
- 月曜ゴールデン
  - 「上条麗子の事件推理10」（2012年）

フジテレビ
- ギフト（1997年）
- ナニワ金融道 パート4（1999年）
- X'smap〜虎とライオンと五人の男〜（2004年）
- アンフェア（2006年）
- 松本清張スペシャル 殺人行おくのほそ道（2007年）
- CHANGE（2008年）
- 非婚同盟（2009年）
- チーム・バチスタの栄光SPECIAL〜新たな迷宮への招待〜（2009年）
- わが家の歴史（2010年）
- 秘密〜THE TOP SECRET〜 第8話（2025年3月17日、関西テレビ） - 警察庁幹部 役
- 最後の鑑定人 第2話（2025年7月16日） - 裁判官・飯塚 役

テレビ朝日
- 仮面ライダーシリーズ
  - 仮面ライダークウガ EPISODE 3・EPISIDE 4（2000年2月3日・10日） - 多湖 役[6][7]
  - 仮面ライダー555 第41話（2003年11月16日） - 研究員 役[8]
- 土曜ワイド劇場
  - 「救急救命士・牧田さおり」（2002年）
    - 「救急救命士・牧田さおり2」（2003年）

  - 「弁天祐美子法律事務所2」（2009年）
- 相棒
  - （2005年） - 山本弘己
  - （2009年） - 刑事
- ロト6で3億2千万円当てた男（2008年）
- 遺留捜査（2013年） - 鑑識
- 騎士竜戦隊リュウソウジャー（2019年） - 骨董屋店主

テレビ東京
- サギ師リリ子（2009年）
- トミカヒーロー レスキューファイアー（2009年）

WOWOW
- アルバイト探偵（アイ）（2005年）
- パンドラIII 革命前夜（2011年）

### オリジナルビデオ
- 若妻家庭教師 誘惑の個人授業（1999年）
- 団鬼六 私日記 麗夫人凌辱（1999年）
- 痴漢最終電車3 官能プラットホーム（2000年）
- 男魂仮面 マスキュリン（2002年）
- 新・揺れる電車の中で-凌辱された人妻・痴漢飼育-（2003年）
- 新任保母日誌 お姉さんといっしょ（2003年）
- 派遣ウォーズ オフィス裏事情最前線（2003年）
- 真夜中の診察室シリーズ
  - 真夜中の診察室 誘惑のナースコール（2003年）
  - 真夜中の診察室 誘惑のフェティシズム（2003年）
  - 真夜中の診察室 誘惑のレースクイーン（2003年）
- 新・揺れる電車の中で 駅の階段で呼びとめられて（2003年）
- 飼育病連 初めての白衣（2003年）
- 飼育 大好きなあなたに（2004年）
- 女体盛り 和風旅館のロシア女将（2004年） - 谷崎信一
- 感じる視線 撮られた情事（2005年）
- 狙われた若妻 エロ専務の野望（2005年）
- 先生の奥さん したがり未亡人（2006年）
- 団鬼六 人妻調教 闇の肉宴（2007年）
- 団鬼六 秘書-黒蠍の誘惑-（2008年）
- 小悪魔蝶々（バタフライ） 〜嬢王への道〜（2009年）

### 舞台
- ヴェルディ：アイーダ（2003年）
- プッチーニ：ラ・ボエーム（2004年）
- ラフカット2005（2005年）
- タンホイザー（2007年）
- TANGO NOSTALGIA 〜情念〜（2008年）
- 青い月のバラード（2010年）
- 愚かもの梶鉄（2015年）
- 薄桜鬼SSL 〜sweet school life〜 THE STAGE ROUTE 斎藤一（2015年12月11日 - 20日、シアターサンモール）- 芹沢鴨 役[9]

### CM
- 日本マクドナルド（2006年）
- 松下電工（2006年）
- ホームワイド（2006年）九州ローカル
- デアゴスティーニ・ジャパン（2006年）
- 第一生命保険（2006年）
- スパ&リゾート九十九里 太陽の里（2007年）
- 野村證券（2007年）
- 味の素（2007年）
- 花王（2007年）
- アルデプロ（2007年）
- 成田国際空港（2008年）
- キリンビバレッジ FIRE（2008年）
- タイヤ館（2008年）
- セイコーエプソン（2009年）
- アデランス（2016年）
- しじみ習慣（2018年）
- JOBドラフト（2018年）
- サッポロビール（2018年 - 2020年）[10]
- ビビッドアーミー（2020年）
- LIXIL（2020年）
- DELL（2020年）
- サイカ マゼラン（2020年）
- 梅花茶楼「色、香り、風味。こころ、ひらく。」篇（2021年）[11]
- 楽器の買取屋さん（2023年）
- オーディオの買取屋さん（2023年）
- 経済産業省 GO GX! JAPAN[12]（2025年）[13]